# Rosemary Anne Sisson
Rosemary Anne Sisson (13 octobre 1923 - 28 juillet 2017) est une dramaturge et romancière anglaise. Elle a été décrite par le dramaturge Simon Farquhar en 2014 comme étant « l'une des meilleures conteuses d'époque de la télévision », et en 2017, son collègue dramaturge Ian Curteis l'a qualifiée de « Miss Marple de la dramaturgie britannique ».

## Filmographie

### Cinéma
Sisson a été invitée à écrire des scénarios pour plusieurs films de Disney :
- 1975 : Mais où est donc passé mon poney ?
- 1976 : Les Petits Voleurs de chevaux, dernier rôle d'Alastair Sim
- 1977 : La Course au trésor
- 1980 : Les Yeux de la forêt, qu'elle a co-écrit avec Brian Clemens et Harry Spalding
- 1985 : Taram et le Chaudron magique[2]

### Télévision
- L'Épreuve de Richard Feverel (1964)
- Maîtres et Valets, pour lequel elle a écrit 11 épisodes
- Le Vent dans les saules (film d'animation de 1983)
- Le Vent dans les saules (1984) série télévisée d'animation, suite du film ci-dessus.
- Follyfoot
- Ensemble
- Le RM irlandais
- Les Six Femmes d'Henri VIII, l'épisode concernant le mariage du roi avec Catherine d'Aragon
- L'Ombre de la tour (Henry VII), deux épisodes
- Elizabeth R, l'épisode The Marriage Game
- La Duchesse de Duke Street
- Une ville comme Alice (mini-série de 1981)
- Manions d'Amérique
- Un mystère de Dorothy L. Sayers (série télévisée, 1987) Lord Peter Wimsey
- The Bretts (1987–88), que Sisson a co-créé avec Frank Marshall
- Les Aventures du jeune Indiana Jones, sur lequel elle a co-écrit des scénarios avec George Lucas [1],[2]